# Олександър Мурашко
Олександър Олександрович Мурашко (на украински: Олекса́ндр Олекса́ндрович Мура́шко) е украински живописец, портретист, педагог и обществен деец с европейска известност. Ученик е на Иля Репин и е майстор на портретната и жанровата живопис. Художникът е передвижник, член на Съюза на руските художници, един от основателита на Обществото на киевските художници, както и един от основателите, професор и ректор на Украинската академия по изкуствата.

## Биография

### Детство
Художникът е роден на 26 август 1875 г. като Олександър Крачковски. Майка му Мария Крачковска е дъщеря на свещеник, а бащата е неизвестен. Когато детето е на 8 години, майката се омъжва за Олександър Иванович Мурашко, иконописец и дърворезбар, а синът ѝ приема фамилията на пастрока си. Въпреки голямото желание на момчето да стане художник, вторият му баща не е съгласен. Саша бяга от дома си, спи по баржи, на брега на Днепър, където другаде намери и даже се разболява. Връща се вкъщи, убеден от чичо си Микола Мурашко и руския историк на изкуствата Адриан Прахов. През 1894 с усилията на Микола, Прахов, Виктор Васнецов и Михаил Нестеров конфликтът с бащата е изгладен. Пастрокът му престава да се противи на желанието на момчето и то започва да прекарва голяма част от свободното си време във Владимировския събор. В това време там работят над стенописите Васнецов и Прахов и Олександър често копира работите им.

### Обучение
Първите уроци по рисуване Олександър получава в иконописното ателие на пастрока си. Продължава обучението си в Киевското рисувално училище, в класа на чичо си Микола Мурашко. Постъпва във Висшето художествено училище при ИАХ, а след това в Петербургската художествена академия в класа на Иля Репин. При завършването си представя картината „Погребване на кошевия атаман“, за която получава златен медал и правото на тригодишно обучение в чужбина за сметка на Академията. Тя е създадена под влиянието на чутите от баба му разкази за казаци и атамани и показва драматичен исторически момент. Изпълнена е с дълбоко уважение към националните обреди и военната доблест на запорожките казаци. Това е единствената негова картина с историческа тематика. В периода 1901 – 1903 е стипендиант в художествени академии в Италия и Франция, а в Германия се обучава при Антон Ашбе към Мюнхенската живописна школа. В Париж, под влияние на импресионистите, той за първи път започва да експериментира с играта на светлината и сенките.
След завръщането си от чужбина Мурашко живее още 3 години в Санкт Петербург, след което се връща обратно в Киев и се установява в имението на баща си. От 1904 е член на Новото общество на художниците, а от 1916 се включва и към групата на Передвижниците.

### Педагогическа дейност
Мурашко е не само успешен художник, но и талантлив педагог. От 1909 г. преподава в Киевското художествено училище, създадено на базата на школата на Микола Мурашко. Там влиза в сериозни разногласия с директора Иван Селезньов, който държи на академичните принципи на обучение. Мурашко предпочита възпитаниците му да имат свобода в изразяването си и през 1913 създава собствено художествено студио, в което го последват над 100 ученика. Обучава ги по живопис и скулптура, като прилага новаторски и нестандартен начин. Възпитаниците му веднага започват да рисуват от натура с въглен и молив и чак по-късно преминават към изучаване на живопис и анатомия. Под неговото ръководство от това ателие излизат много известни художници – Нисон Шифрин, Борис Аронсон, Александър Тишлер, Соломон Никритин, Марк Епщайн, Барух Голдфайн, Исахар-Бер Рибак и други. През 1914 г. започва Първата световна война и студиото опустява. През 1917 г. Мурашко става един от основателите на Украинската академия по изкуствата в Киев, в която започва работа като професор по живопис.

### Убийство
На 14.06.1919 е убит на улицата с изстрел в тила. Художникът и жена му се връщат вкъщи около 2 часа през нощта. Спрени са от трима въоръжени войника, които арестуват Мурашко, отвеждат го със себе си и в края на улицата го застрелват.
Според министъра на вътрешните работи на Украйна престъплението е извършено от „трима неизвестни бандити с цел грабеж“. Жена му Маргарита твърди, че той въобще не е бил обран. Според нея то е организирано от ЧК (Всероссийская чрезвычайная комиссия по борьбе с контрареволюцией и саботажем) във връзка с чистката на интелигенцията в Киев. Художникът умира в Лукяновка, тихо предградие на Киев, близо до дома си. Негови студенти и колеги пренасят на ръце ковчега с тялото му, покрит с червен плат, от Художествената академия до Лукяновското гробище. Погребалната процесия е организирана така, че да наподобява картината на художника „Похороны кошевого“, в която ковчегът също е покрит с червен плат.
През 1936 г. жена му е арестувана от ЧК и две години по-късно умира в концлагер. До 1960-те една от главните улици на Киев носи името на матроса, застрелял Мурашко в тила.

## Творчество
По време на обучението си в Париж Мурашко се запознава с творчеството на импресионистите, по което се увлича. Той започва да отделя сериозно внимание на светлинните ефекти в картините си. Оттогава работите му често са наситени със слънчева светлина, цветни петна и сенки. Докато е в Париж работи над цикъла „Парижанки“, в който изобразява главно весели млади парижанки с леко поведение, с чаши вино или кафе в ръце – „Край кафенето“ (1903), „В кафенето“, „Парижанки“. В Мюнхен се запознава с модернизма, но не се поддава на модното течение и до края на живота си остава реалист с импресионистичен наклон. Синтезира импресионистическите прийоми с реализма и търсенията на мюнхенските модернисти. Обединявайки художествени направления, които се отличават естетически едно от друго и даже понякога си противоречат, той създава свой собствен, уникален стил, не приличащ на никой друг в Европа.
Олександър Мурашко е преди всичко портретист. Най-често рисува членове на семейството си, приятели и познати и не проявява интерес към работа по поръчкови портрети. През 1908 г. създава картината „Слънчеви петна“, на която са изобразени Александра и Жорж Мурашко. Едни от най-добрите му портрети са „Старият учител (художникът Микола Мурашко)“ (1907), „Художникът Ян Станиславски“ (1908) и „Портрет на Олга Нестерова“ (1909). С течение на времето характерно за Мурашко става изпълнението на портретни композиции, при които моделите са изобразени не в затворена среда, а на открито и пленерът твърдо навлиза в сферата на портретната му живопис. Рисува ги в градината, на терасата, край езерцето, изобразявайки ги на ярка слънчева светлина или при залез, като набляга на отблясъците и цветните отражения – „Момиче с дакел“, „Портрет на Людмила Куксина“, „Девойка в сиво“ („Тетяна“) (1902), „Портрет на Маргарита Мурашко“ (1909). Силно впечатление правят „Мак“ (1898), „Портрет на момиче с червена шапка“ (1903), „Перачка“ (1914), „Жена в черно“ (1917), „Жена с цветя“ (1918) и много други.
В жанровите си картини правдиво показва бита на украинския народ – „Цветарки“. Във „Въртележка“ изобразява цялата пълнокръвна радост на хората от живота. В „Селско семейство“ (1914) и „Тиха планина“ набляга на трудностите в живота и тежките мисли, до които те водят. И двете картини са създадени през 1914 г.
Най-известните си работи Мурашко създава в имението на баща си. През 1906 г. рисува картината „Въртележка“, за която получава златен медал на Мюнхенската международна изложба. В него художникът се обръща към любима своя тема – животът на обикновените хора от народа. Той я оформя с ярки, жизнени цветове и това постепенно се превръща в негов авторски маниер. В наши дни съдбата и местонахождението на това платно са неизвестни. Творбата му носи световно признание и негови персонални изложби са организирани във Венеция, Рим, Амстердам, няколко града в Германия и други. Сред най-известните му изяви в Европа е участието му в международното изложение във Венеция през 1910 г. с картините „Неделя“ и „На терасата“. Първата днес се намира в Ню Йорк, а втората – в Дворцовата галерия в Букурещ.
През 1909 г. рисува знаковата си картина „Благовещение“ („Annunciation“), която е единственото религиозно платно на художника. Трудно е да се разпознае коя епоха е отразена в картината, а дървената веранда и саксиите с цветя говорят, че са рисувани от натура. Сцената е тиха, почти домашна, но въпреки това предава цялата тържественост на момента. През същата година прави персонални изложби с 25 свои творби в Берлин, Кьолн и Дюселдорф, на които е представена и „Благовещение“.

## Памет
- В Националния художествен музей в Киев е отделена една цяла зала за творбите на Мурашко.[1]
- През 2015 г. Националната банка на Украйна пуска колекционерска монета с образа на художника.[1]

- Портрети
- Мак (1898)
- Автопортрет (началото на 20 век)
- Девойка в сиво (Тетяна) (1902)
- Портрет на момиче с червена шапка“ (1903)
- Портрет на Елена Прахова (1905)
- Старият учител (художникът Микола Мурашко) (1907)
- Художникът Ян Станиславски (1908)
- Портрет на Георгий Шлайфер (1911)
- Жена в черно (1917)
- Автопортрет (1918)
- Жена с цветя (1918)
- Портрет на Людмила Куксина

- Други
- Край кафенето (1903) от цикъла „Парижанки“
- Детайл от „Въртележка“ (1905)
- Благовещение (1909)
- Момиче до масата (1910)
- Перачка (1914)
- Селско семейство (1914)